# Lands End (San Francisco)
Koordinaten: 37° 47′ 16″ N, 122° 30′ 20″ W

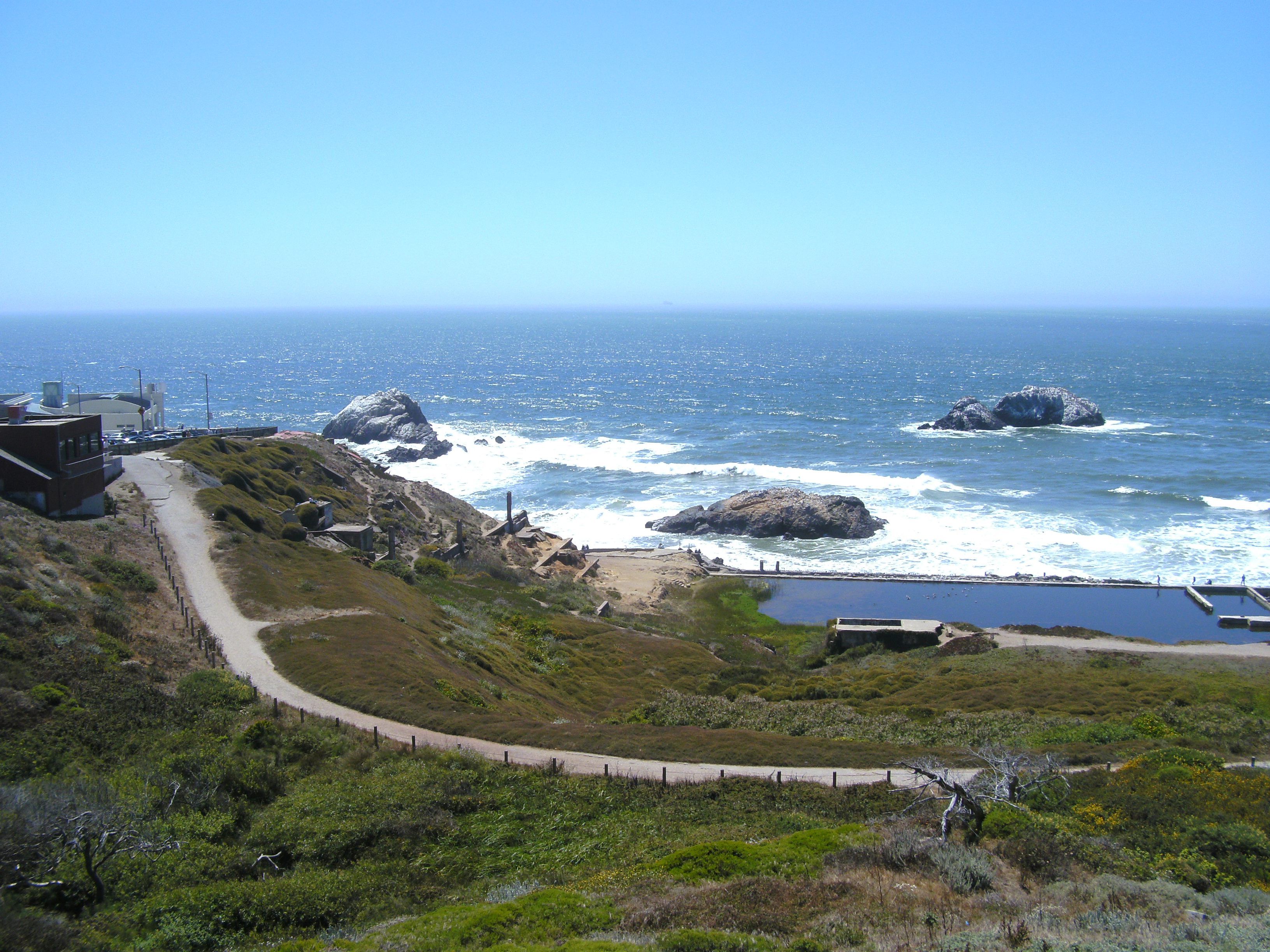
Lands End mit dem Cliff House und den Ruinen der Sutro Baths

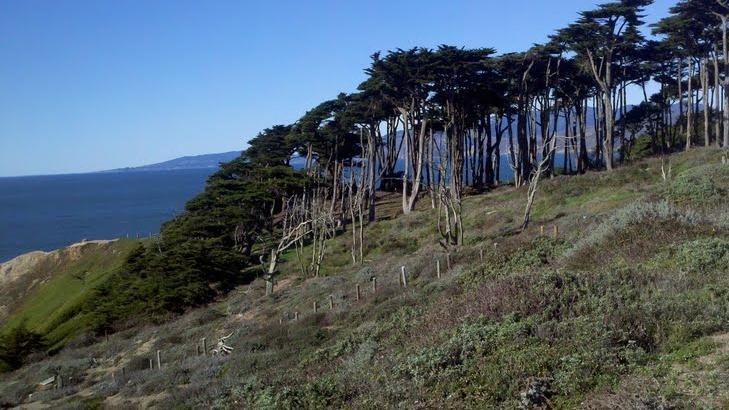
Lands End befindet sich südlich des Eingangs zum Golden Gate

Lands End ist ein Park in San Francisco innerhalb des großflächigen Erholungsgebietes Golden Gate National Recreation Area.

## Beschreibung
Die Küstenlinie an der Mündung des Golden Gate ist steinig und windreich. Lands End befindet sich zwischen dem Sutro District, dem Lincoln Park und der angrenzenden Fort Miley Military Reservation.
In dem Park befindet sich ein Denkmal für das Kriegsschiff San Francisco. Zahlreiche Wanderrouten folgen den ehemaligen Schienen der Ferries and Cliff House-Bahnen entlang der Klippen und nach unten zur Küste.
Die meistbereiste Strecke in Lands End ist der Coastal Trail, ein Abschnitt des California Coastal Trail, der ebenfalls den Schienen der alten Cliff House-Bahnen folgt. Diese Strecke ist barrierefrei bis zum Mile Rock Overlook und fahrradgerecht bis zu den Eagles Point-Stufen. Ein Nebengleis führt zum Mile Rock Point und zum Mile Rock Beach, zwei Aussichtspunkten über das Golden Gate.
Außerdem befinden sich bei Lands End die Ruinen der Sutro Baths. An anderen historischen Standorten befinden sich zahlreiche Schiffswracks, die man bei Ebbe vom Coastal Trail und Mile Rock aus sehen kann.
Am 28. April 2012 wurde ein Besucherzentrum und Museum namens Lands End Lookout beim Park eröffnet.

## Geschichte
Der Indianerstamm der Yelamu-Ohlone lebte am Lands End, bevor die spanische Besiedelung im Jahr 1776 begann. Nach dem kalifornischen Goldrausch gestalteten Unternehmer das neue Cliff House als ein modisches Resort für die Reichen. Eine private Gesellschaft baute eine neue Straße namens Point Lobos Avenue. Bis in die 1860er-Jahre gab es eine pferdebespannte Postkutsche, die jeden Sonntag aus dem überfüllten San Franciscoer Zentrum zum Lands End fuhr. Während der 1880er-Jahre baute der Millionär Adolph Sutro eine Passagierdampflokstrecke von Zentrum zum Lands End für den bezahlbaren Fahrpreis von 5 Cent.

## Labyrinth

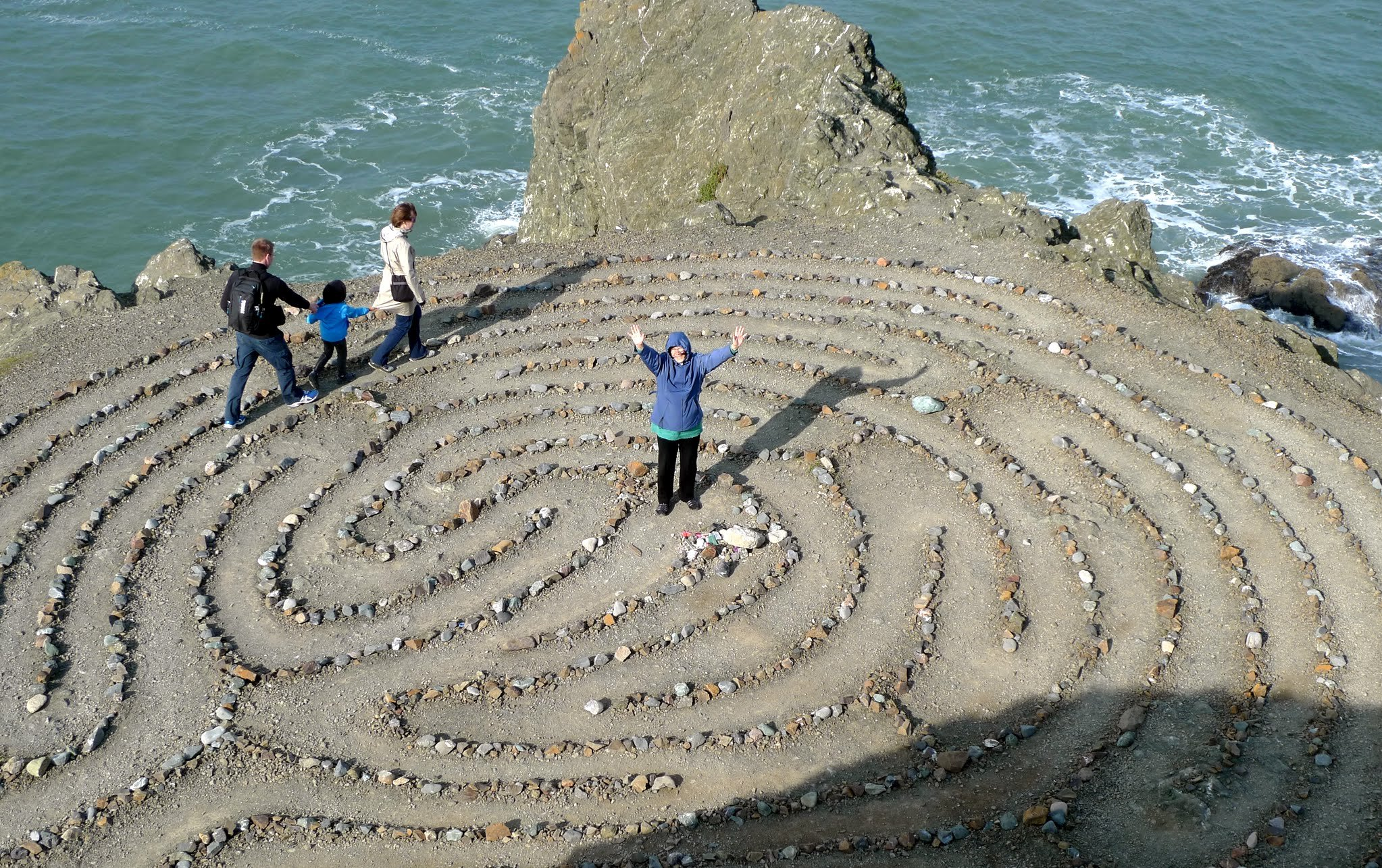
Das Verborgene Labyrinth beim Eagles Point

An der Küste befindet sich am Eagles Point ein vom lokalen Künstler Eduardo Aguilera erbautes „verstecktes Labyrinth“ (englisch: hidden labyrinth), das dem Golden Gate zugewandt ist. Obwohl das Labyrinth im August 2015 – vermutlich von Vandalen – zerstört wurde, baute es Aguilera mit der Hilfe von 50 Freiwilligen einen Monat später wieder auf.